# Un uomo a nudo
Un uomo a nudo (The Swimmer) è un film drammatico del 1968, diretto da Frank Perry e Sydney Pollack. È tratto dal romanzo breve The Swimmer (1964) di John Cheever ed è stato adattato da Eleanor Perry, moglie del regista Frank Perry. È stato uno dei primi film a trattare il tema (poi divenuto comune) dell'alienazione nella società americana.

## Trama
Ned Merrill, un impresario teatrale, fa visita ad una famiglia amica, nuota nella loro piscina e decide di tornare a piedi e in costume da bagno alla sua villa, bagnandosi in tutte le piscine che incontrerà per strada. All'inizio del film, Ned appare come un uomo di successo: ricco, rispettato e felice padre di famiglia. Lo accompagna nel viaggio Julie Ann, una giovane che prova per lui un affetto filiale; ma quando Ned tenta di baciarla, la ragazza fugge.
Da quel momento, il film assume un tono più cupo ed emergono le amare verità che Ned ha rimosso: l'uomo è pieno di debiti ed è disprezzato dai vicini e dalla sua stessa famiglia. Ned ha un penoso incontro con Shirley, una donna con cui ha avuto una relazione e che gli rinfaccia il suo egoismo e la sua ipocrisia; raggiunge infine, mentre si scatena una pioggia torrenziale, la sua villa e la trova chiusa e deserta da tempo.

## Produzione
Nella maggior parte delle scene della pellicola, Lancaster recitò in costume da bagno ed ebbe modo di sfoggiare una forma fisica ancora perfetta ma, all'uscita del film, si venne a sapere che paradossalmente aveva dovuto seguire un corso di nuoto perché, nonostante le sue qualità sportive e atletiche, nel corso della sua esistenza non aveva mai imparato a nuotare.
John Cheever, l'autore del romanzo The Swimmer da cui la sceneggiatura del film è tratta, fa una breve apparizione, come ospite di un party.
La Columbia, dopo aver prodotto il film nel 1966, considerandolo troppo intellettuale, lo distribuì con due anni di ritardo e dopo aver fatto rigirare due scene (tra cui quella dell'incontro fra Ned e Shirley) a Sydney Pollack.

## Accoglienza
Il film fu un insuccesso di pubblico, ma la critica all'epoca dimostrò un certo grado di rispetto e esaltò l'ottima interpretazione di Lancaster. Più tardi il lungometraggio fu rivalutato, guadagnandosi lo status di film di culto. L'attore dichiarò in seguito di considerare Un uomo a nudo il suo film migliore.
All'uscita del film Segnalazioni Cinematografiche della pellicola scrive: "Nonostante una certa ricerca estetizzante, il preziosismo di alcune riprese e un facile simbolismo, si tratta di un'opera per lo meno singolare, in cui predomina il ritratto psicologico, sullo sfondo di un ambiente di ricchi rappresentato in modo impietoso. Eccellente l'interpretazione del protagonista."

## Riconoscimenti
- 2015 - Satellite Award
  - Miglior Blu-Ray/DVD